# The Norwood Necklace
Pour plus de détails, voir Fiche technique et Distribution.
The Norwood Necklace est un court métrage muet dramatique américain sorti en 1911 et produit par Thanhouser Company.

## Fiche technique
- Réalisation :
- Production : Thanhouser Company
- Distribution : Motion Picture Distributing and Sales Company (en)
- Date de sortie : 
  -  États-Unis : 10 février 1911 [1]

## Distribution
- Julia M. Taylor : Violet Gray, Detective